# Mont Acuto
La mont Acuto est une montagne de 929 mètres d'altitude située à environ 20 km au nord de Pérouse en Ombrie centrale.

## Situation
Le mont Acuto, adossé à la rive est de la vallée du Tibre, domine la ville d'Umbertide. Il fait partie des massifs mésozoïques pérugins (massicci mesozoici perugini), tout comme le mont Tezio, le mont Malbe, le mont Elceto di Murlo, etc.
Le mont a la forme d'un cône qui le rend facilement reconnaissable.

## Histoire
Sur son sommet se trouve un site archéologique d'origine ombrienne, les vestiges d'un temple datant de l'âge du bronze (VIe et IVe siècles av. J.-C.) comme en témoignent les nombreux  bronzetti  votifs retrouvés sur place conservés au musée national d'archéologie de l'Ombrie à Pérouse.